# سلمان نبيل الدوسري
سلمان نبيل الدوسري (ولد في 18 ديسمبر 1997 في المنامة، البحرين) لاعب كرة قدم بحريني يجيد اللعب في مركز حارس المرمى. يلعب حاليا لصالح البديع البحريني منذ 2015.